# Man the Machetes
Man the Machetes ist eine norwegische Hardcore-/Extreme-Metal-Band aus Trondheim.

## Geschichte
Die Band gründete sich im Jahre 2011. Zunächst lernten der Schlagzeuger Per Holm und der Bassist Erik Larsen auf einer Party den Gitarristen Erlend Sætren kennen. Später stießen der Sänger Christopher Iversen und der Gitarrist Morten Carlsson hinzu. Der Bandname ist von dem Album Young Machetes der Band The Blood Brothers abgeleitet. Die Musiker probten in einem deutschen Bunker aus dem Zweiten Weltkrieg.
Man the Machetes spielten zahlreiche Konzerte im Vorprogramm von Bands wie Gallows oder Kvelertak und traten auf verschiedenen norwegischen Festivals. Ferner wurde die Band vom Radiosender NRK P3 mit dem Preis Ukas Urørt ausgezeichnet. Im August 2012 flogen die Musiker nach Toronto, um unter der Leitung des Produzenten Eric Ratz ihr Debütalbum aufzunehmen. Drei Monate später wurden Man the Machetes von Indie Recordings unter Vertrag genommen. Idiokrati erschien am 29. Januar 2013, das Nachfolgealbum Av Nag am 21. August 2015.

## Stil
Man the Machetes spielen eine Mischung aus Hardcore, Metal, Punk und Pop. Dabei wird die Band häufig mit Kvelertak verglichen. Die Texte sind in Norwegisch verfasst.

## Diskografie
- 2013: Idiokrati
- 2015: Av Nag